# Dioscorea birschelii
Dioscorea birschelii là một loài thực vật có hoa trong họ Dioscoreaceae. Loài này được Harms ex R.Knuth mô tả khoa học đầu tiên năm 1917.